# Habrodesmus monomorphus
Habrodesmus monomorphus är en mångfotingart som först beskrevs av Carl 1913.  Habrodesmus monomorphus ingår i släktet Habrodesmus och familjen orangeridubbelfotingar. Inga underarter finns listade i Catalogue of Life.